# Västra Skrukeby landskommun
Västra Skrukeby landskommun var en kommun i Östergötlands län. 

## Administrativ historik
Landskommunen inrättades i Västra Skrukeby socken i Göstrings härad när 1862 års kommunalförordningar trädde i kraft 1863. 1880 införlivades landskommunen i Högby landskommun som vid kommunreformen 1952 uppgick den i Mjölby stad som 1971 uppgick i Mjölby kommun.